# Acanthocope acutispina
Acanthocope acutispina is een pissebed uit de familie Munnopsidae. De wetenschappelijke naam van de soort is voor het eerst geldig gepubliceerd in 1885 door Beddard.